# Northern Combination Women’s Football League
Northern Combination Women’s Football League, w skrócie Northern Combination - jest trzecią klasą ligową w kobiecej piłce nożnej w Anglii, razem z trzema ligami Combination Leagues - South West, South East i Midland. Stanowi zaplecze FA Women’s Premier League Northern Division. Do owej rozgrywki ligowej bezpośredni awans uzyskują zespoły z North West Women’s Football League i North East Women’s Football League. Liga powstała w 1998 roku.

## Zwycięzcy Northern Combination
| Sezon     | Zwycięzca                 |
| --------- | ------------------------- |
| 1998/1999 | Bangor City L.F.C.        |
| 1999/2000 | Oldham Curzon L.F.C.      |
| 2000/2001 | Manchester City L.F.C.    |
| 2001/2002 | Middlesbrough F.C. Ladies |
| 2002/2003 | Stockport County L.F.C.   |
| 2003/2004 | Blackburn Rovers L.F.C.   |
| 2004/2005 | Newcastle United L.F.C.   |
| 2005/2006 | Preston North End L.F.C.  |